# 두근두근 스파이크
《두근두근 스파이크》은 김종학 프로덕션의 2번째 한중 합작 웹드라마이다.

## 줄거리
대한민국 배구 여신 강세라!, 슬럼프로 갈피를 잡지 못하는 그녀에게 내려진 새로운 미션! 고교배구 꼴찌팀을 대한민국 1위로 만들어라? 엉성매력 강세라와 사고뭉치 배구선수들의 요절복통 고교 1위 탈환기!

## 등장 인물

### 주요 인물
- 송재림 : 황재웅 역
- 황승언 : 강세라 역
- 이태환 : 백우진 역

### 그외 인물들
- 손호영 : 김기준 역
- 김병세 : 백정욱 역
- 차광수 : 허교장 역
- 김병춘 : 손병주 역
- 서예화 : 김미진 역
- 하승리 : 손수빈 역
- 신현수 : 이한솔 역
- 이호 : 조원룡 역
- 배진웅 : 표진하 역
- 강희 : 박현성 역
- 유성균 : 김성균 역
- 박태현 : 정일영 역

### 특별출연
- 조윤호
- 남창희
- 김철민

## 회차별 부제
| 회차 | 부제 | 런닝 타임 |
| ---- | ---- | --------- |
| 1화  | 만남 | 16:19     |
| 2화  | 재회 | 19:40     |
| 3화  | 승부 | 16:29     |
| 4화  | 해체 | 15:18     |
| 5화  | 징계 | 15:16     |
| 6화  | 위기 | 15:08     |
| 7화  | 기회 | 16:01     |
| 8화  | 단합 | 15:56     |
| 9화  | 함정 | 16:59     |
| 10화 | 계략 | 16:17     |
| 11화 | 의혹 | 16:00     |
| 12화 | 견제 | 15:20     |
| 13화 | 오해 | 17:07     |
| 14화 | 고백 | 14:41     |
| 15화 | 대답 | 15:55     |
| 16화 | 거절 | 15:26     |
| 17화 | 진실 | 15:21     |
| 18화 | 약속 | 15:14     |
| 19화 | 필승 | 15:55     |
| 20화 | 기적 | 18:02     |

## OST
- 그대가 보여요 - Darcy
- 현재진행형 - 밀크티